# تحصیل زیارت
تحصیل زیارت (به انگلیسی: Ziarat Tehsil) یک تحصیل در پاکستان است که در ایالت بلوچستان واقع شده‌است.